# Laguna del Trueno
Laguna del Trueno är en sjö i Colombia.   Den ligger i departementet Nariño, i den västra delen av landet, 500 km sydväst om huvudstaden Bogotá. Laguna del Trueno ligger 393 meter över havet. I omgivningarna runt Laguna del Trueno växer i huvudsak städsegrön lövskog.